# Вендам
Вендам (нід. Veendam, нід. вимова: [veːnˈdɑm] ( прослухати)) — муніципалітет у Нідерландах, у провінції Гронінген. До складу муніципалітету входить Вестердіпстердаллен, найменше місто в Нідерландах.

## Населені пункти муніципалітету
Міста
- Вендам

Села
- Баревелд
- Боргеркомпані
- Вілдерванк
- Оммеландервейк
- Тріпскомпані

Селища
- Вестердіпстердаллен (1984 року включався до Книги рекордів Гіннеса як найменший населений пункт, маючи одного мешканця)

## Топографія
Топографічна карта муніципалітету, 2014

## Визначні мешканці
- Генк Грол (нар. 1985) — нідерландський дзюдоїст, дворазовий олімпійський медаліст
- Єрун Зут (нар. 1991) — нідерландський, футбольний воротар